# Жерсор
Жерсор (каз. Жерсор) — озеро в Карабалыкском районе Костанайской области Казахстана. Находится в 1 км к юго-востоку от Аула № 17 и 2 км к югу от села Кансор,  в 1,8 км к западу от озера Кирсур.
По данным топографической съёмки 1945 года, площадь поверхности озера составляет 1,27 км². Наибольшая длина озера — 1,6 км, наибольшая ширина — 1,2 км. Длина береговой линии составляет 4,4 км, развитие береговой линии — 1,09. Озеро расположено на высоте 234,2 м над уровнем моря.